# اریک جونیور دینا ابیمبه
اریک جونیور دینا ابیمبه (انگلیسی: Éric Junior Dina Ebimbe؛ زادهٔ ۲۱ نوامبر ۲۰۰۰) بازیکن فوتبال اهل فرانسه است.
از باشگاه‌هایی که در آن بازی کرده‌است می‌توان به باشگاه فوتبال دیژون اشاره کرد.
وی همچنین در تیم‌های ملی فوتبال زیر ۲۰ سال فرانسه و زیر ۲۱ سال فرانسه بازی کرده‌است.